# Ceiba boliviana
Ceiba boliviana är en malvaväxtart som beskrevs av James Britten och Baker f.. Ceiba boliviana ingår i släktet Ceiba och familjen malvaväxter. Inga underarter finns listade i Catalogue of Life.